# U.S. Route 130
La U.S. Route 130 (US 130) est une route auxiliaire de la US 30 se trouvant entièrement au New Jersey. La route parcourt 83,46 mi (134,32 km) depuis l'I-295 / US 40 à Pennsville Township jusqu'à la US 1 à North Brunswick. La route est parallèle à l'I-295 sur toute sa distance.

## Description du tracé
La US 130 débute à la jonction avec l'I-295 et la US 40. Elle constitue le prolongement de la Route 49 à Pennsville Township. La route se dirige ensuite vers le nord-est en étant parallèle au fleuve Delaware et à l'I-295. À Logan Township, elle rencontre l'I-295 et forme un multiplex avec celle-ci vers le nord-est jusqu'à Westville. Là, elle s'en sépare et traverse Westville, Collingswood et Pennsauken. Elle se poursuit vers le nord-est et passe ensuite par Cinnaminson, Delran, Charleston, Burlington, Florence et Bordentown. À Bordentown, elle forme un multiplex avec la US 206. Elle continue son trajet vers le nord-est en étant parallèle à l'I-95. Elle passe par Robbinsville Township, East Windsor Township et New Brunswick, où elle prend fin à la jonction avec la US 1. La route se poursuit au-delà du terminus comme Route 171.

## Intersections majeures
New Jersey
 I-295 / US 40 / Route 49 à Pennsville Township
 US 322 à Logan Township
 I-295 à Logan Township. Les routes forment un multiplex jusqu'à Westville.
 I-76 à Gloucester City
 US 30 à Collingswood. Les routes forment un multiplex jusqu'à Pennsauken Township.
 I-95 à Florence Township
 I-295 à Bordentown
 US 206 à Bordentown. Les routes forment un multiplex dans la ville.
 I-195 à Hamilton Township
 US 1 / Route 171 à North Brunswick